# 954ナビ
『954ナビ』（きゅうごーよんナビ）は、TBSラジオで放送されていた番組宣伝・情報番組。2007年4月2日から2007年9月24日まで半年間に渡り放送された。

## 概要
TBS954情報キャスターの楠葉絵美が、毎回TBSラジオの番組や主催イベントを取り上げ、プロモーションをする。

## 放送時間
- 毎週月曜日 18:25 - 18:28

## 出演者
- 楠葉絵美（TBS954情報キャスター）

| TBSラジオ 月曜日18:25 - 18:28枠    | TBSラジオ 月曜日18:25 - 18:28枠 | TBSラジオ 月曜日18:25 - 18:28枠         |
| 前番組                             | 番組名                          | 次番組                                  |
| ---------------------------------- | ------------------------------- | --------------------------------------- |
| エキサイトスタジアム 18:00 - 19:00 | 954ナビ                         | ビビる大木のSPORTS☆STAR!! 18:15 - 20:00 |